# 短尾鹪鹛
短尾鹪鹛（学名：Gypsophila brevicaudata），是画眉科鹪鹛属的一种，其种加词“brevicaudatus”意为“短尾的”。分布于缅甸、老挝、中国大陆、越南、印度、泰国、马来西亚和柬埔寨。该物种的保护状况被评为无危。
短尾鹪鹛的平均体重约为19.5克。栖息地包括亚热带或热带的湿润低地林和亚热带或热带的湿润山地林。该物种的模式产地在缅甸丹那沙林岛（Tenasserim）。

## 亚种
- 短尾鹪鹛广西亚种（学名：Gypsophila brevicaudata stevensi）。分布于老挝、越南以及中国大陆的云南、广西等地。该物种的模式产地在越南北部NgaiTio。[3]
- 短尾鹪鹛滇西亚种（学名：Gypsophila brevicaudata venningi）。分布于缅甸以及中国大陆的云南等地。该物种的模式产地在缅甸Shanstate。[4]